# Rik Verbrugghe
Rik Verbrugghe (nascido em 23 de julho de 1974) é um ex-ciclista de estrada profissional belga. Representou seu país, Bélgica, nos Jogos Olímpicos de Verão de 2000 em Sydney. Tornou-se profissional em 1996 e encerrou sua carreira com a equipe Cofidis em 2008. Seu melhor ano foi em 2001, vencendo a Flèche Wallonne, o Critérium Internacional, o prólogo do Giro d'Italia e a etapa do Tour de France. Suas qualidades em competições lhe permitiram vencer várias corridas contrarrelógio. Em 2009, passou a atuar como diretor esportivo da equipe de seu país, Quick Step.

## Principais vitórias e resultados notáveis
1996 – Lotto-Isoglass
1997 – Lotto-Mobistar
1998 – Lotto-Mobistar
1999 – Lotto-Mobistar
2º, Clássica de San Sebastián
2000 – Lotto-Adecco
1º  Campeonato da Bélgica de Ciclismo Contrarrelógio
2º, La Flèche Wallonne
2001 – Lotto-Adecco
La Flèche Wallonne
No geral, Critérium Internacional
1ª etapa
3ª etapa
15ª etapa — Tour de France
Prólogo — Giro d'Italia
Critérium Peer
Critérium Maastricht
2002 – Lotto-Adecco
7ª etapa — Giro d'Italia
9º, No geral — Giro d'Italia
Prólogo — Volta à Romandia
2003 – Lotto-Domo
3º, No geral — Paris-Corrèze
2004 – Lotto-Domo
5º, No geral — Volta à Bélgica
2005 – Quick Step-Davitamon
Prólogo — Eneco Tour, 5 dias com a camisa vermelha de líder
Grande Prêmio de Lugano
2006 – Cofidis
7ª etapa — Giro d'Italia